# Siegfriedova linija
Siegfriedova linija (također i Zapadni bedem, prema njem. Westwall) je njemački sustav obrambenih zidova koji je Njemačka sagradila između 1938. – 1945.
Linija je postojala još od I. svjetskog rata na potezu Arras-Sosions-Reims, kojeg su Nijemci držali prilikom povlačenja iz Francuske. Sustav je dug 600 km, s oko 22 000 obrambenih jedinica, dubie 50-100 km. Prilagođen je za protuzračnu i protudesantnu obranu.
1939. godine tijekom Njemačke invazije na Poljsku, kojom je započeo II. svjetski rat, Siegfridova linija je trebala odbiti očekivani napad Francuske i Velike Britanije koji su napadom na zapadne granice Njemačke trebala olakšati njemački vojni pritisak na Poljsku. Francuska i Velika Britanija međutim nisu čak ni pokušale probiti Siegfriedovu liniju, te je njihov ulazak u rat na strani Poljske kasnije postao poznat pod nazivom "Lažni rat".
Svoju je funkciju Siegfriedova linija ponovo dobila 1944. kada je Nijemcima poslužila kao oslonac za Bitku u Ardenima.